# Наниева, Асиат Ивановна
Асиат Ивановна Наниева (осет. Наниты Асиат; 18 января 1940 года, село Цир, Юго-Осетинская автономная область, Грузинская ССР) — юго-осетинская детская писательница, публицист и переводчик. Член Союза писателей Осетии и Союза писателей Южной Осетии. Заслуженный работник культуры Южной Осетии. Лауреат литературной премии имени Нафи Джусойты (Южная Осетия).

## Биография
Родилась в 1940 году в крестьянской семье в селе Цир, Юго-Осетинская автономная область. Окончила начальную школу в родном селе, потом обучалась в средней школе селе Заккор Ленингорского района. Участвовала в деятельности школьного литературного кружка. Будучи школьницей, опубликовала свои первые публицистические очерки в газете «Молодой сталинец». Среднее образование получила в 1958 году. После смерти отца-фронтовика помогала своей матери вести домашнее хозяйство.
С 1959 по 1961 года — заведующая библиотекой в родном селе. В 1963 году переехала в Цхинвал. В этом же году поступила на заочное отделение экономического отделения Тбилисского университета, который была вынуждена оставить по семейным обстоятельствам.
В 1964 году издала свой первый рассказ «Сæрвæты» (На пастбище) в литературном журнале «Фидиуæг». С 1966 года — корректор в редакции газеты «Советон Ирыстон» (Советская Осетия) в Цхинвале. Одновременно обучалась на заочном отделении технологического факультета Московского полиграфического института. С 1969 года работала выпускающим редактором, техническим редактором, заведующим производством в книжном издательстве «Ирыстон» в Цхинвале. С 2002 года трудилась редактором отдела прозы в журнале «Фидиуæг».
Написала несколько десятков детских книг. В 1974 году издала сборник детских рассказов «Ацæмæзы кафт» (Танец Ацамаза). В 2013 году выпустила сборник «Æнахуыр уазæг» (Незванный гость), состоящий из семи рассказов, описывающих реальные события грузино-южноосетинской войны.
Занималась также переводами различных отечественных и зарубежных писателей. Перевела на осетинский язык рассказ «Бистро» Гайто Газданова и повесть «Чёрная жемчужина» Георгия Тедеева.
В 2016 году удостоена премии имени Нафи Джусойты.
Жена юго-осетинского писателя Герсана Кодалаева.
Основные сочинения
- Ацæмæзы кафт, сборник рассказов, Цхинвал, 1974
- Ӕмкъай: уацу, Цхинвал, 1979
- Сидзæр, Цхинвал, 1982
- Ӕгомыг, Цхинвал, 1991
- Удхортæ, Владикавказ, 1999
- Дыууæ гæлæбуйы, Владикавказ, 2002
- Ӕнахуыр уазæг, Владикавказ, 2013